# Prêmio Cultura Galega de Música
O Prêmio Cultura Galega de Música (do galego Premio Cultura Galega de Música) é um galardão concedido como parte dos Prêmios da Cultura Galega pela Junta da Galiza a pessoas físicas ou jurídicas com "trajectória alinhada à criação, consolidação ou expanssão da música galega, dentro da comunidade ou no exterior.". Os premiados são seleccionados por um jurado único formado por doze pessoas. 
Os prêmios convocaram-se por primeira vez no ano 2010, ainda que nasceram como continuação dos Prêmios Nacionais da Cultura Galega, criados em 2008 e que tiveram uma única edição. A diferença do anterior, concedido a Mercedes Peón, este premio não tem dotação econômica.

## Premiados
- 2010: Orquestra Sinfônica da Galiza
- 2011: Rogelio Groba
- 2012: Manuel Rodeiro[3]
- 2013: Juan Durán[4]